# Stelzenkrug
Der Stelzenkrug war eine historische Gastwirtschaft in dem denkmalgeschützten Gebäude Marienhöferstraße 9f in der Stadt Ilsenburg, Landkreis Harz, in Sachsen-Anhalt.

## Lage
Der Stelzenkrug befindet sich im Ortszentrum der Stadt Ilsenburg unweit des Marienhofes.

## Architektur und Geschichte
Es handelt sich um ein zweietagiges Haus mit Dachgeschoss im einfachen, funktionellen Fachwerkstil. Dazu gehört auch ein Hofraum mit früheren Stallungen sowie ein Garten.
Die Existenz des Stelzenkruges ist bereits im 16. Jahrhundert unter diesem Namen nachweisbar. Es war die zweite Schenke, die im Hüttenort zum Bierschenken und Beherbergen von Gästen gebaut worden war. Auftraggeber war der gräfliche Hüttenfaktor Peter Engelbrecht.
Am 9. August 1599 wurde im Stelzenkrug mit erheblichen Aufsehen zwei flüchtige Handwerksburschen aus Prenzlau und Pritzwalk festgenommen, die ihre beiden Begleiter aus Daber bei Stettin bestohlen hatten. Der gräflich-stolbergische Amtsschösser fand bei ihnen mehrere Ellen Barchent, ein schwarzes Wams, einige Paar Strümpfe, ein Frauenbrustlatz, sechs Männerkragen, ein Schnupftuch, ein Liederbuch, drei Männerhemden, eine Hutschnur, eine Männerbluse, ein stählerner Spiegel, eine Balbierschere und ein Paar neue Schuhe. Bei der Befragung bekannten sich beide Handwerker ohne Umschweife zu ihrer Unehrlichkeit gegenüber ihren Begleitern. Da noch kein wirklicher Schaden entstanden war und die gestohlenen Dinge alle wieder ihren früheren Besitzern zurückgegeben werden konnten, wurden beide Gefangene gegen Schwörung der Urfehde aus der Untersuchungshaft entlassen.
Auch in späteren Jahren stand der Stelzenkrug als vielbesuchte Gastwirtschaft immer wieder im Mittelpunkt von Schlägereien und kriminellen Machenschaften. Gegen Ende des 19. Jahrhunderts kam der Betrieb der Gastwirtschaft zum Erliegen, da modernere Hotels und neue Gaststätten im Ort entstanden waren.
1768 wird der Stelzenkrug auch als Schenke zum schwarzen Hirsch bezeichnet, benannt nach dem Wappentier der Grafen zu Stolberg.
Im örtlichen Denkmalverzeichnis ist das Haus als Baudenkmal unter der Erfassungsnummer 094 97516 im Denkmalbereich Marienhöferstraße verzeichnet.